# Pavel Rozsíval
Pavel Rozsíval (ur. 27 września 1950 w Chebie) – czeski okulista, profesor medycyny.

## Życiorys
Dyplom lekarski zdobył w 1974 na Wydziale Lekarskim Uniwersytetu Karola w Hradcu Králové. Doktoryzował się w 1979 (czes. kandidát věd - kandydat nauk). Habilitował się w 1991 na podstawie rozprawy „Experimentální a klinický výzkum glaukomu“ (Eksperymentalne i kliniczne badania jaskry). Profesorem został mianowany w 1996.
W pracy badawczej i klinicznej zajmuje się chirurgicznym leczeniem jaskry i zaćmy oraz chirurgią refrakcyjną.

## Funkcje i członkostwa
Od 1993 jest szefem kliniki okulistycznej szpitala uniwersyteckiego w Hradcu Králové. Jako członek zewnętrzny zasiada w radzie studiów doktoranckich Wydziału Lekarskiego Uniwersytetu Masaryka w Brnie.
Reprezentuje Czechy w radzie dyrektorów Societas Opthalmologica Europea. Był jednym z wiceprzewodniczących European Board of Ophthalmology (Europejskiej Rady Okulistyki; skrót FEBO przy nazwisku oznacza Fellow of European Board of Ophthalmology). Jest członkiem czeskich towarzystw okulistycznych oraz międzynarodowych stowarzyszeń okulistycznych w Europie i USA. Należy m.in. do Amerykańskiej Akademii Okulistyki, American Society of Cataract and Refractive Surgery (ASCRS), International Intra-Ocular Implant Club oraz European Society of Cataract and Refractive Surgeons (ESCRS). W latach 1997–2005 był przewodniczącym Czeskiego Towarzystwa Okulistycznego (następnie, w latach 2005–2009, był wiceprzewodniczącym). Pełni funkcję przewodniczącego Komisji Akredytacyjnej czeskiego Ministerstwa Zdrowia w zakresie okulistyki.
W 2024 wszedł w skład międzynarodowej rady ekspertów International AI in Ophthalmology Society, organizacji zajmującej się kwestiami zastosowań AI w okulistyce, którą założył Andrzej Grzybowski.

## Publikacje
Współautor trzech wydań podręcznika Kazuistiky z oftalmologie (wraz z N. Jiráskovą, wyd. 2007, 2008, 2010), podręcznika o infekcjach oka pt. Infekce oka (wyd. 2003, ISBN 80-247-0505-2), współautor opracowania Moderní operace katarakty  (wraz z Janem Janulą, wyd. 1995, ISBN 80-210-1226-9) oraz podręcznika Oční lékařství (wyd. 2006, ISBN 80-246-1213-5). Swoje prace publikował w wiodących recenzowanych czasopismach okulistycznych, m.in. „Journal of Cataract and Refractive Surgery", „American Journal of Ophthalmology" oraz „Acta Ophthalmologica". Jest członkiem rady redakcyjnej czasopisma okulistycznego „Česká a slovenská oftalmologie".

## Nagrody
Nagrodzony m.in. czeskim medalem profesora Jana Vanýska. 

## Życie prywatne
Żonaty, ma dwoje dzieci.